# Thủ Dầu Một (stad)
Thủ Dầu Một  is de hoofdstad van de provincie Bình Dương in Vietnam, gelegen aan de linkeroever van de Sài Gòn en grenzend aan de Ho Chi Minhstad. Bij de volkstelling van 2019 had de stad 321.607 inwoners.

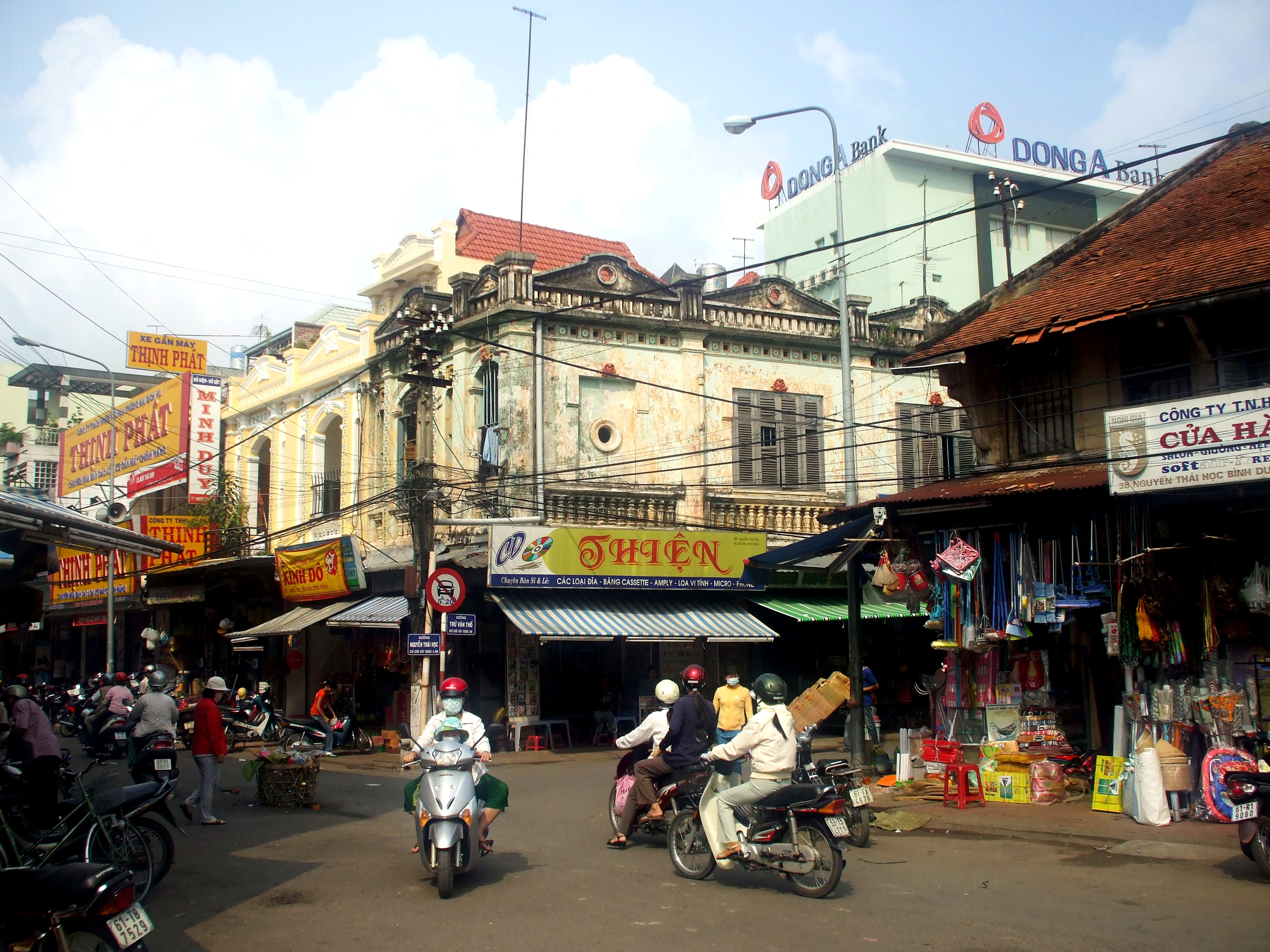
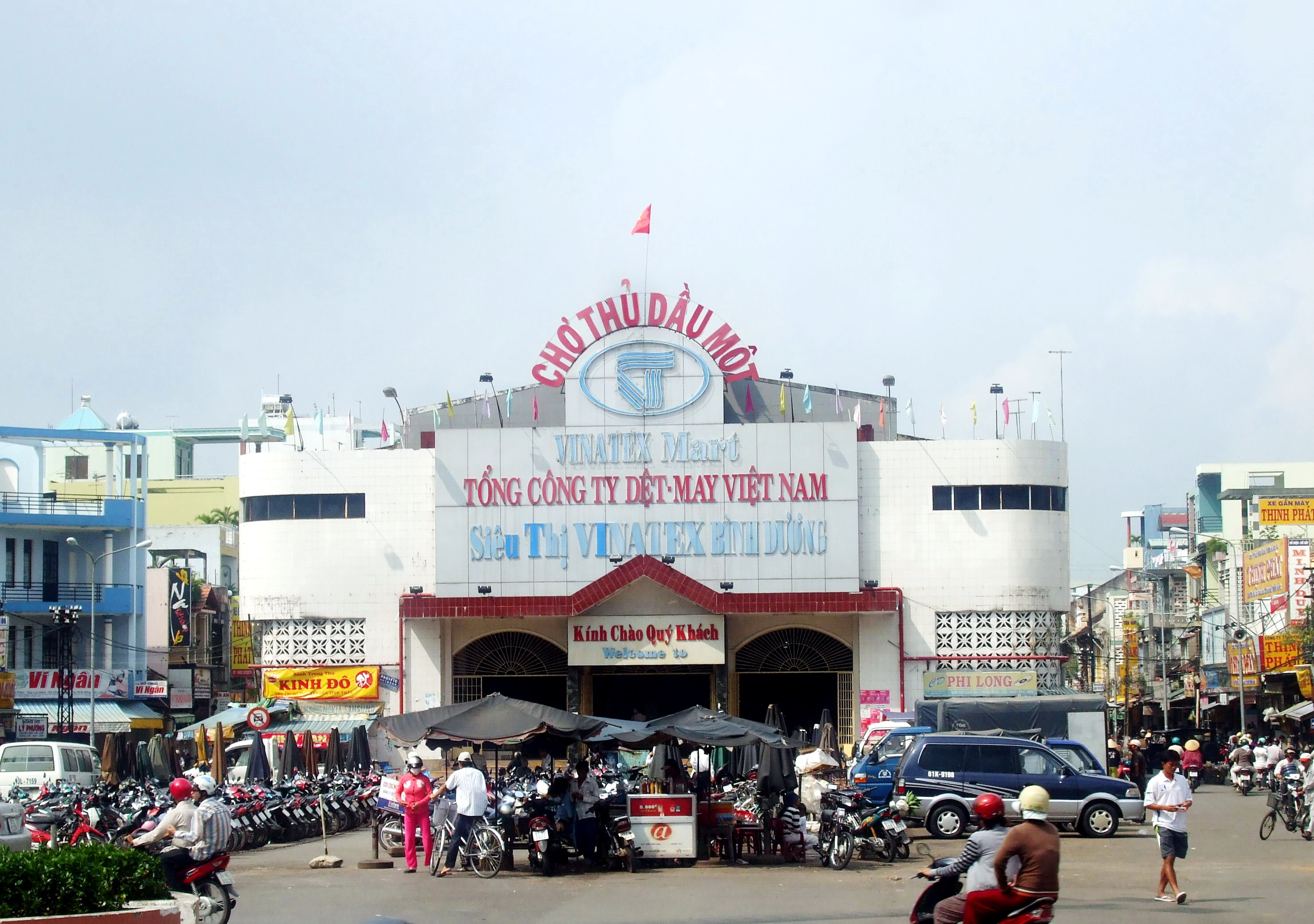
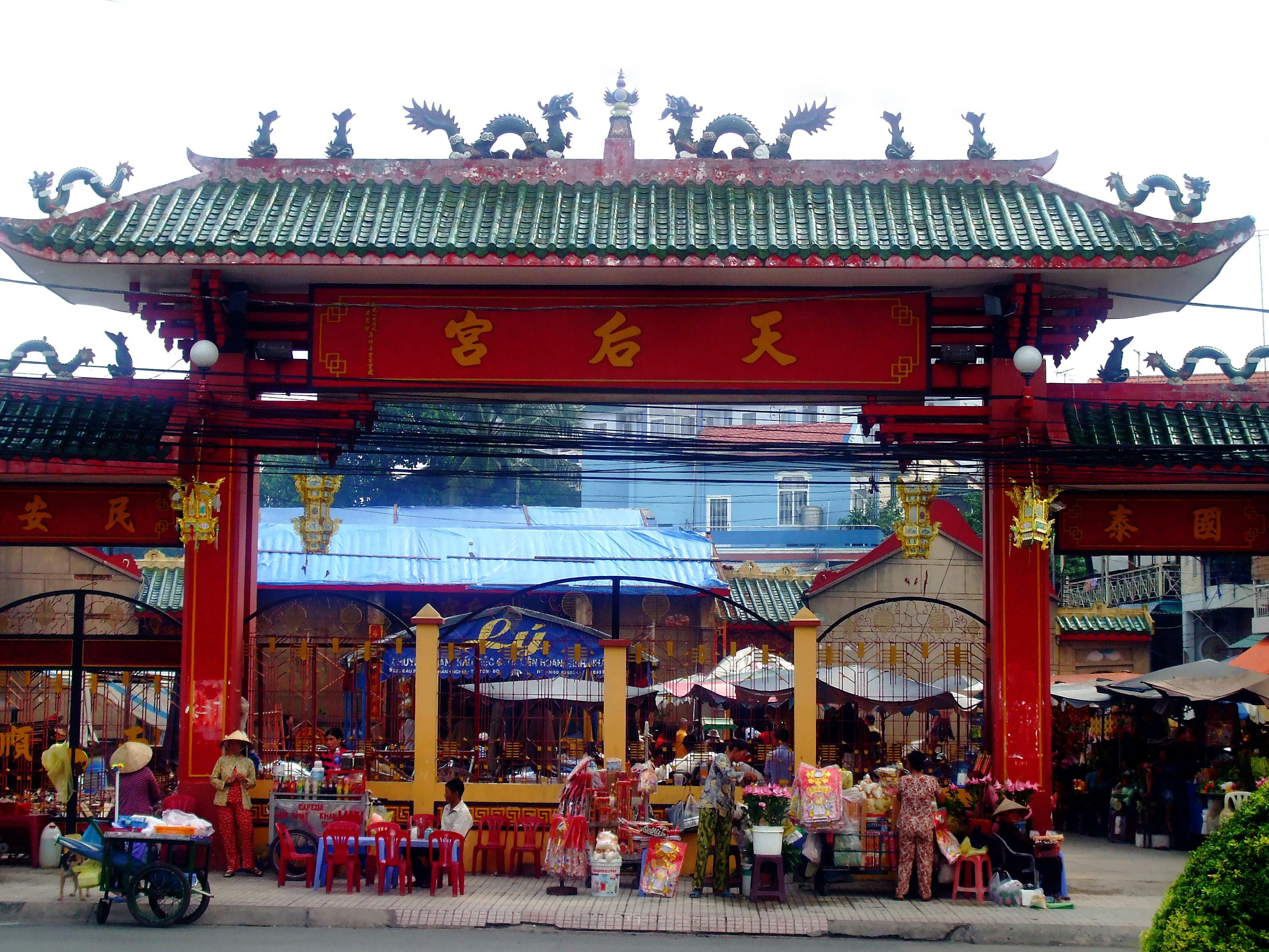
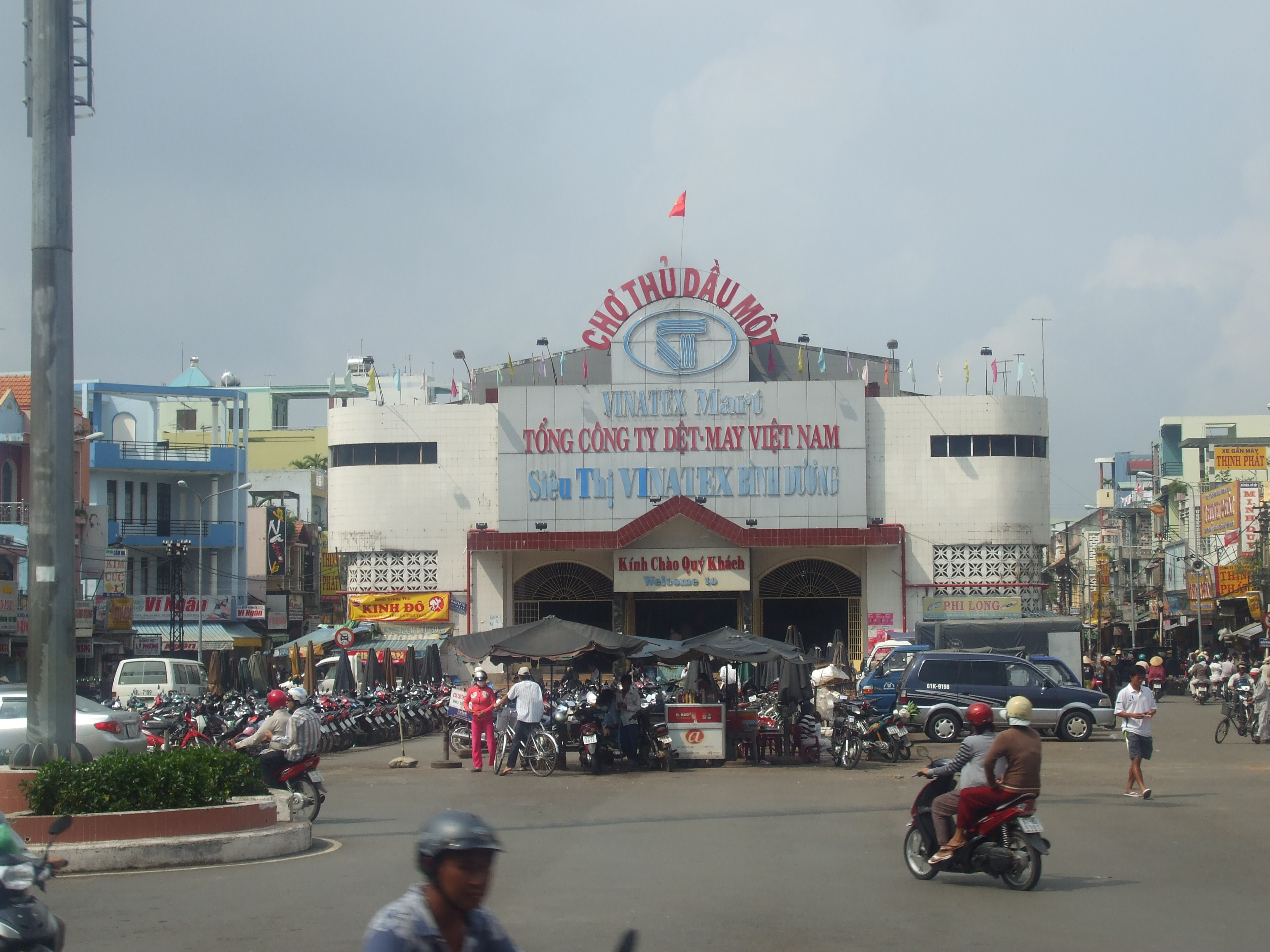

## Stad
Sinds een decreet op 2 mei 2012 is Thủ Dầu Một verheven tot een stad. Tot die tijd was het een thị xã.

## Sport
De stad heeft ook een eigen voetbalclub Bình Dương FC dat uitkomt in de V-League de hoogste voetbalcompetitie van Vietnam.

## Administratieve eenheden
Thị xã Thủ Dầu Một bestaat uit meerdere administratieve eenheden. Thủ Dầu Một bestaat uit elf phườngs en drie xã's.
- Phường Chánh Nghĩa
- Phường Hiệp An
- Phường Hiệp Thành
- Phường Phú Cường
- Phường Phú Hòa
- Phường Phú Lợi
- Phường Hòa Phú
- Phường Phú Tân
- Phường Phú Thọ
- Phường Định Hòa
- Phường Phú Mỹ
- Xã Chánh Mỹ
- Xã Tân An
- Xã Tương Bình Hiệp